# 前田昌保
前田昌保（日语： Maeda Masayasu，1914年3月10日—？），日本前男子篮球运动员。他曾代表日本国家队参加了1936年夏季奥林匹克运动会男子篮球比赛，最终队伍获得第九名。他毕业于立教大学。